# Pieter Neefs I

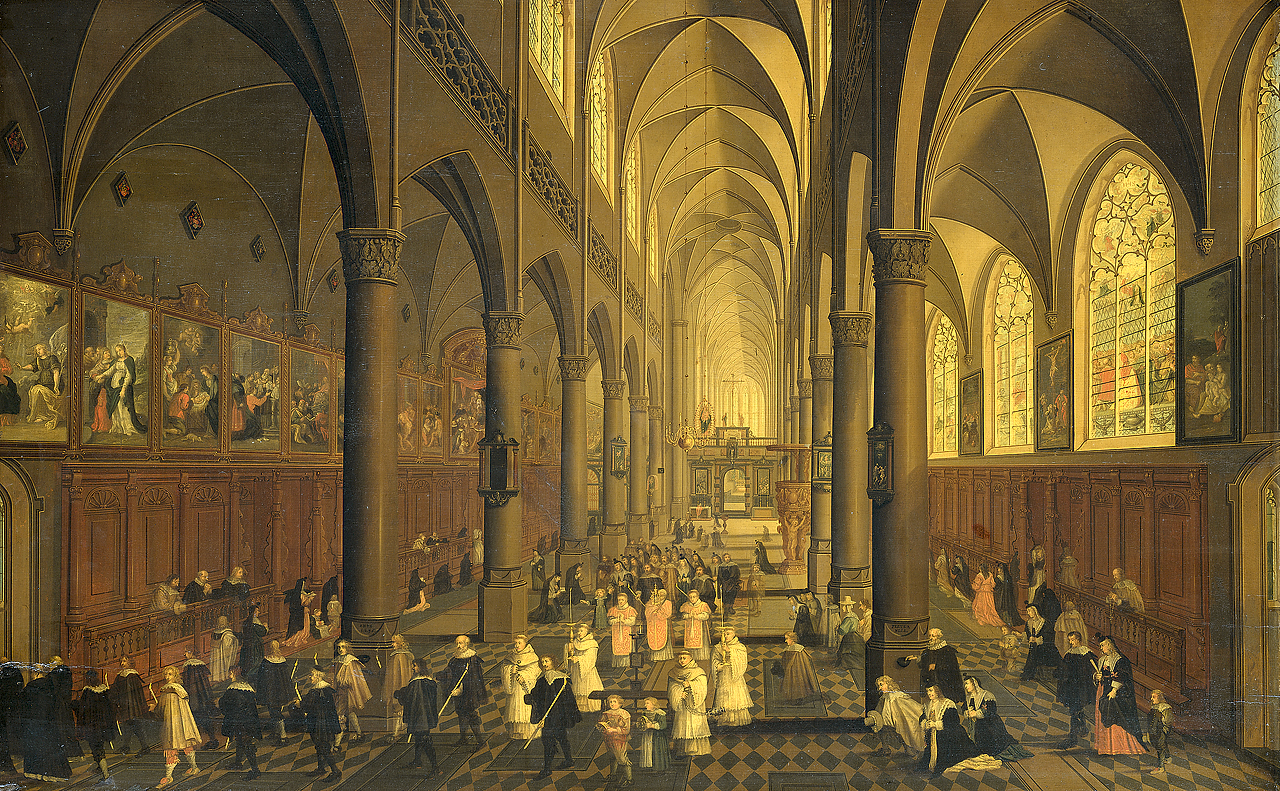
Interno della cattedrale di San Paolo ad Anversa

Pieter o Peeter Neefs I, o Neeffs o Nefs (Anversa, 1578 circa – Anversa, 1656 - 1661), è stato un pittore e disegnatore fiammingo.

## Biografia

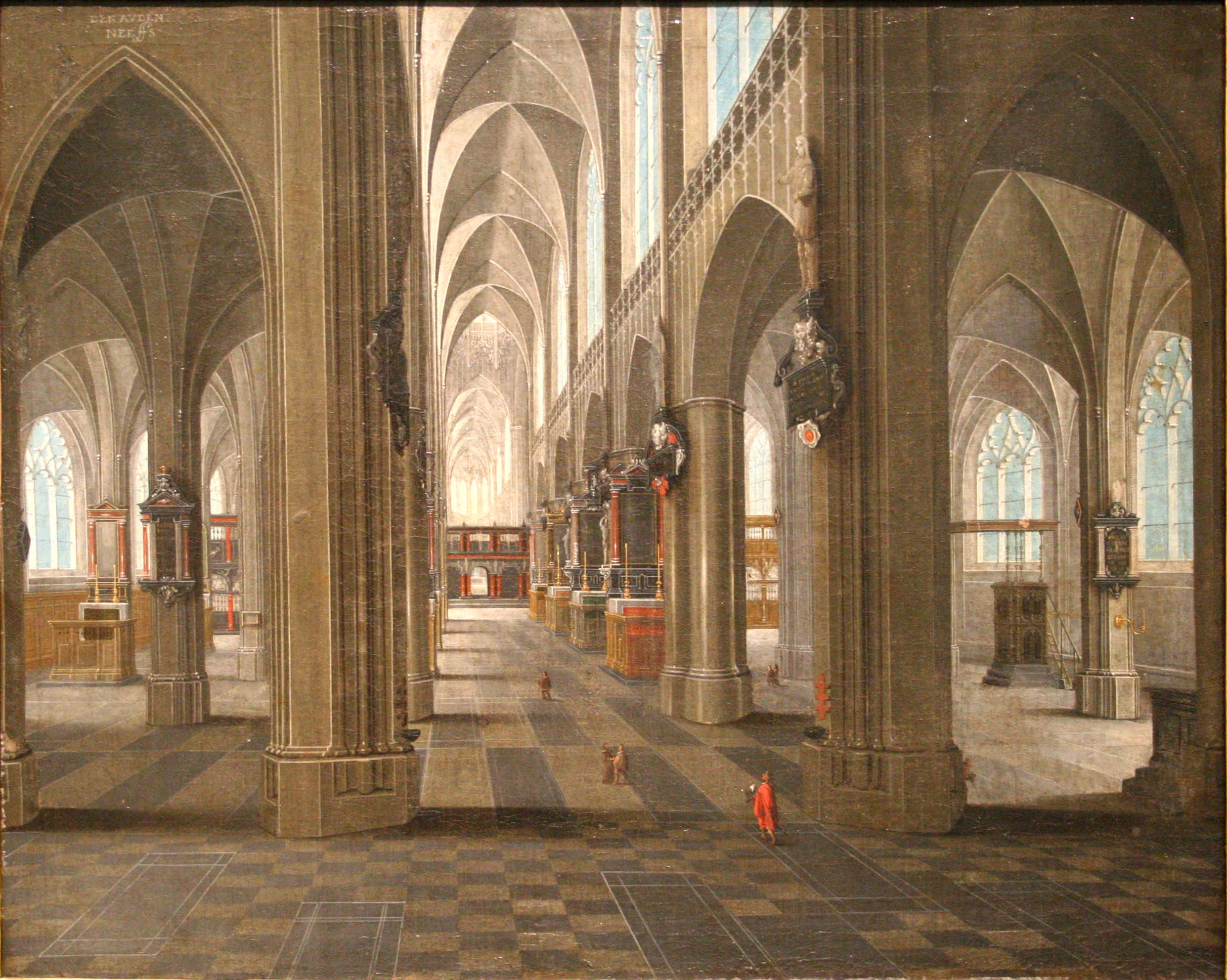
Interno della Cattedrale di Anversa

Formatosi alla scuola di Hendrik van Steenwijck I, questo pittore, appartenente ad una famiglia d'artisti, operò, come maestro, esclusivamente ad Anversa, sua città natale, tra il 1609 ed il 1656. Il suo primo dipinto datato e firmato risale al 1605 e rappresenta l'Interno di una chiesa gotica (Gemäldegalerie Alte Meister, Dresda). Nel 1609 entrò a far parte della locale Corporazione di San Luca. Il 30 aprile 1612 sposò Maria Lauterbeens, da cui ebbe cinque figli.
Si specializzò nella pittura d'interni, in particolare interni di chiese, sia reali che immaginarie, queste ultime spesso derivate dalla Cattedrale di Anversa, e nella raffigurazione di collezioni d'arte, realizzati con colori a olio. Caratteristica dei suoi interni fu la resa degli effetti dell'illuminazione artificiale alla maniera di Hendrik van Steenwijck II, il constrasto tra luci ed ombre, l'accento posto sul ruolo centrale degli edifici religiosi nella vita dell'epoca attraverso le loro dimensioni rese, sia verso l'alto che in profondità, tramite la prospettiva, le piccole figure in primo piano. Collaborò spesso con altri artisti, quali Frans Francken III, David Teniers il Giovane, Frans Francken II, Sebastian Vrancx, Jan Brueghel il Vecchio, Adriaen van Stalbemt, Gonzales Coques e Bonaventura Peeters, che dipingevano le figure nelle sue opere.
Anche il figlio Pieter fu un pittore specializzato nello stesso genere di soggetti, realizzati spesso in modo preciso e dettagliato e dipinti su rame in piccolo formato. Lo stile di quest'ultimo è così simile a quelle del padre, da creare problemi di attribuzione delle opere non adeguatamente firmate. Lavorava nell'atelier familiare anche un altro figlio, Ludovicus: è possibile che varie opere attribuite al padre od all'altro fratello siano in realtà opera di quest'ultimo.
Si formarono alla sua scuola Laureis de Cater ed i figli Pieter e Ludovicus.

## Opere
- Interno di una cattedrale gotica, 1605, Gemäldegalerie Alte Meister, Dresda[3]
- Interno della Cattedrale di Anversa, olio su tela, 58 × 65 cm. Museo di belle arti, Nîmes
- Interno della cattedrale di San Paolo ad Anversa, olio su tavola, 68 × 105,5 cm, 1636 circa, Rijksmuseum, Amsterdam
- Interno di una chiesa gotica con compagnia elegante, olio su tavola, 29 x 43 cm, firmata PEETER NEEFFS in basso a destra alla base di una colonna, Collezione privata[5]
- Veduta dell'interno di una chiesa, 1644, Museo del Louvre, Parigi[8]
- Interno di una chiesa, Koninklijk Museum voor Schone Kunsten, Anversa[9]
- Interno di una chiesa di notte, olio su rame, Musée des Beaux-Arts, Lione[10]
- Interno di una chiesa di notte, olio su tela, 51 x 80 cm, 1636, Museo del Prado, Madrid, in collaborazione con Frans Francken II[11]
- Interno di una chiesa, olio su tavola, 39 x 51 cm, Collezione privata[12]
- Interno di una chiesa fiamminga, olio su tavola, 84 x 72 cm, Museo del Prado, Madrid[13]
- Interno di una cattedrale gotica, olio su tavola, 47,5 × 64,5 cm, Collezione privata[14]
- Interno di una cattedrale gotica, olio su tavola, 54,4 x 85,7 cm, firmato PEETER NEEFFS, 1630 circa, Dulwich Picture Gallery, Londra[15]